# Bâlvănești (gmina)
Bâlvănești – gmina w Rumunii, w okręgu Mehedinți. Obejmuje miejscowości Bâlvănești, Bâlvăneștii de Jos, Călineștii de Jos, Călineștii de Sus i Pârlagele. W 2011 roku liczyła 995 mieszkańców.